# ヴァルター・ホーマン

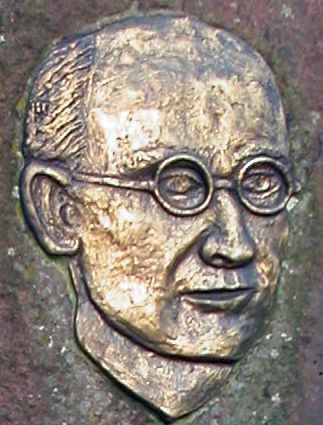
エッセンにあるヴァルター・ホーマン天文台の25周年記念碑に刻まれたホーマンの顔

ヴァルター・ホーマン（Walter Hohmann、1880年3月18日 - 1945年3月11日）はドイツの技術者、宇宙工学者。宇宙飛行の先駆者の一人。

## 生涯
バーデン＝ヴュルテンベルク州北部に位置するオーデンヴァルトのハルトハイム (Hardheim) 生まれ。医者の息子として生まれ、幼年時代をハルトハイムならびに南アフリカのポート・エリザベスで過ごす。1891年からヴュルツブルクの古典語ギムナジウムに通う。アビトゥア資格のためにミュンヘンの工業大学で土木工学を学ぶ。大学修了後1904年から建築試験官 (de:Prüfingenieur für Baustatik) としてウィーン、ベルリン、ハノーファー、ブレスラウで働き、1912年にエッセン建築局の静力学部門長となり、当地の材料試験場を設立。1916年博士論文 “Versuche über das Zusammenwirken von altem und neuem Beton in Eisenbetonkonstruktionen” をアーヘン工科大学に提出。
ホーマンは本業の傍ら天体力学と宇宙飛行の問題に取り組んだ。1925年研究をまとめた論文 “Die Erreichbarkeit der Himmelskörper” を発表。その中で説明された着想の一部は、のちに有人月面着陸を果たしたアポロ計画に採用された。この論文は英語に（1938年にはロシア語にも）翻訳された。
1945年3月11日、絶え間ない空襲警報と爆撃にさらされるエッセンの病院で衰弱死。

## 記念
エッセン中心部の街路や、エッセンの天文台が、彼にちなんで名付けられている（ヴァルター・ホーマン通り、ヴァルター・ホーマン天文台）。1970年、彼の傑出した科学上の業績を評価して、月の裏面近くのクレーターに彼の名が付けられた。
ホーマン遷移軌道にもその名を残す。

## 著作
- Die Erreichbarkeit der Himmelskörper, 1925, Verlag Oldenbourg in München
- "Fahrtrouten, Fahrtzeiten, Landungsmöglichkeiten", in Willy Ley (Hrsg.): Die Möglichkeiten der Weltraumfahrt, Hachmeister und Thal, Leipzig 1928
- Die Erreichbarkeit der Himmelskörper, 1994, Verlag Oldenbourg in München, erg&amul;nzter Nachdruck der Originalausgabe, ISBN 3-486-23106-5